# Szlopony
Szlopony (ukránul: Слоповий) falu Ukrajnában, Kárpátalján, a Huszti járásban.

## Fekvése
Lipcsemezőtől északra fekvő település.

## Története
2020-ig közigazgatásilag Lipcsemezőhöz tartozott.

## Népesség
Szlopony kicsi, 105 fős település.